# Foolad Mahan Sepahan Isfahan Futsal Club
Foolad Mahan Sepahan Isfahan Futsal Club – irański klub futsalowy z siedzibą w mieście Isfahan, obecnie występuje w najwyższej klasie rozgrywkowej Iranu. Jest sekcją futsalu w klubie sportowym Foolad Mahan Sepahan SC.

## Sukcesy
- Klubowe Mistrzostwa AFC w futsalu (1): 2010
- Mistrzostwo Iranu (2): 2008/09, 2009/10